# Stolnica v Susi
Stolnica v Susi (italijansko: Cattedrale di San Giusto ali Duomo di Susa) je rimskokatoliška stolnica v Susi, Piemont, v severni Italiji. Je sedež škofije Suse, in je posvečena sv. Justu iz Novalesa (italijansko: San Giusto).
Izvorno je bila cerkev benediktinske opatije sv. Justa, ustanovljene leta 1029 po naročilu markiza Olderico Manfredija, da bi bila prostor za odkrite relikvije svetega Justa. Cerkev je bila zgrajena okoli leta 1100 in bila od takrat prenovljena in večkrat obnovljena. Šele leta 1772 je nastala škofija Susa na ozemlju opatije, in samostanska cerkev je postala stolnica nove škofije.
Stolnica je romanska zgradba. Fasada ima terakota okras in je na jugu pridružena rimskim vratom Porta Savoia iz 4. stoletja. Na pol poti ob južni strani stoji zvonik, s šestimi nadstropji obokanih oken.
Ima tloris latinskega križa s tremi ladjami. Vsebuje krstilnico, ki je starejša od sedanje cerkve in kip Adelaide, markize iz Torina, hčere in dedinje Olderico Manfredija in žene Ota, grofa Savojskega, porekla iz kraljeve hiše Savojcev. 

## Opis

### Zunanjost
Zunanjost stolnice San Giusto je v romanskem slogu.
Zahodna fasada je popolnoma pobeljena. V spodnjem delu je gladka in ima preprosto portal, zgoraj v obliki loka zaključen. Zgornji del fasade, ki je razdeljen na tri dele s štirimi preprostimi pilastri, ima v centru odprtino, veliko obokano okno in na straneh dvoje slepih oken. Fasada se konča na vrhu z vencem iz rdeče opeke in s tremi fialami, dve ob straneh in ena v centru.
Desna stran cerkve ima nekaj fresk. Najstarejša, ki predstavlja Križanje Jezusa se nahaja znotraj lunete stranskega portala, ki je bil pozidan kasneje med 1125 in 1130. Poleg nje je Guillaume d'Estouteville na steni naslikal grb z dvema angeloma (med 1457 in 1483). Okoli vrat krstilnice, na desni strani stolpa, je upodobljen vstop Kristusa v Jeruzalem in pod obokom na levi strani vrat, so upodobljeni svetniki.
Zvonik je visok 51 metrov in je iz enajstega stoletja, s koničastim zaključkom in fialami iz 15. stoletja (naročilo kardinala Guillaume d'Estouteville) in ojačano bazo iz osemnajstega stoletja. Na štirih fasadah je šest vrst odprtin: spodnje tri vrste so enojne, sledi bifora, trifora in kvadrifora (dve odprtini sta slepi). Na desni strani stolnice so Porta Savoia, rimska vrata iz četrtega stoletja z dvema okroglima stolpoma.

### Notranjost
Notranjost stolnice San Giusto je v neoromanskem slogu.
Tloris stolnice je v obliki latinskega križa, s tremi ladjami, transeptom in globoko apsido. Glavna ladja ima strop iz pet križno obokani razponov, stranski ladji sta ločeni z arkado, nosilni stebri so okrašeni s polstebri, ki se zaključijo z lokom, transept je ločen z dvema vrstama okroglih lokov, ki ležijo na stebrih.
Vzdolž stranskih ladij so odprte kapelice, dve ob desni stranski ladji in pet ob levi, zgrajene med sedemnajstim in osemnajstim stoletjem. Prvo kapelo na desni je zgradila družina Lauteri in ima na oltarju sliko sv. Lucije iz osemnajstega stoletja; druga predstavlja fragment freske  Prevoz Svete hiše. Kapele na levi strani od vhoda so posvečene: Madonni del Carmine, svetemu Janezu Bosco, Sveti družini, Mariji rožnega venca in sv. Jožefu. V oltarjih transepta so relikvije (desno) in Sveta evharistija (levo). V notranjost stolnice je kip, ki naj bi prikazoval markizo Adelaide (vendar je bolj verjetno, da je Marija Magdalena), ženo markiza Otona I. Savojskega, iz kraljevske hiše Savojcev. Apsida je v celoti zasedena s korom, postavljen na višini šestih stopnic, v katerem je nameščeni baročni veliki oltar v večbarvnim marmorjem in plemenitimi lesenimi klopmi iz štirinajstega stoletja, obnovljene v devetnajstem stoletju. Na desni strani apside je krstilnica, kapela z relikvijo, v njej je srednjeveški krstilnik, ki verjetno prihaja iz neposvečene starodavne krstne cerkve Santa Maria Maggiore (Susa). Skodela ima obliko štiriperesne deteljice z vmesnimi manjšimi lističi in je izklesana iz enega samega bloka zelenega marmorja iz kraja Cesana Torinese, stoji na podstavku iz lokalnega sivega skriljevca. Ime kiparja je najbrž Guigo in je naročilo provosta v župnišču San Lorenzo di Oulx, Petra II., dejavnega v drugem četrtletju dvanajstega stoletja .
Zakristija ima marmorni oltar Pietro Lioneja, ki je deloval v dolini kot verjetni soavtor Niccolòja pri Zodiakovem portalu v Sacra di San Michele v dvanajstem stoletju. Pohištvo je morda preneseno iz bližnje krstne cerkve Santa Maria Maggiore (Susa).